# Sunway TaihuLight
Sunway TaihuLight (кит. трад. 神威·太湖之光, пиньинь Shénwēi tàihú zhī guāng) — китайский суперкомпьютер, который с июня 2016 по июнь 2018 года являлся самым производительным суперкомпьютером в мире с производительностью 93 петафлопса, согласно тестам LINPACK. Такая скорость вычислений более чем в 2,5 раза выше по сравнению с предыдущим мировым рекордсменом Тяньхэ-2, у которого вычислительная мощность составляет почти 34 петафлопса.
Пиковая производительность Sunway TaihuLight — 125,43 петафлопса против 54,9 петафлопса у Тяньхэ-2.
Кроме того, по состоянию на июнь 2016 года Sunway TaihuLight занимал третье место в списке Green500 наиболее энергоэффективных суперкомпьютеров с результатом 6 гигафлопсов/ватт (на тесте Linpack).
Стоимость данной системы составляет примерно 1,8 миллиарда юаней (270 миллионов долларов США), финансирование предоставлено в равных долях центральным правительством, провинцией Цзянсу и городом Уси.

## Архитектура
Данный суперкомпьютер использует более чем 10,5 миллиона процессорных ядер и работает под управлением собственной операционной системы Sunway Raise OS 2.0.5 на базе Linux. Для распараллеливания кода система предлагает ряд программных интерфейсов: собственную реализацию OpenACC 0.5, ограниченную реализацию OpenMP, упрощенную потоковую библиотеку athreads.
В суперкомпьютере используются многоядерные 64-битные RISC-процессоры SW26010, базирующиеся на архитектуре ShenWei. Общее количество процессоров в системе — 40 960, каждый процессор содержит 4 управляющих ядра общего назначения и 256 специализированных вычислительных RISC-ядер, что в совокупности даёт 10 649 600 ядер.
Процессорные ядра содержат 64 КБ внутренней памяти для данных и ещё 16 КБ для инструкций и сообщаются с помощью сети на чипе вместо использования традиционной иерархии кэш-памяти.
В Sunway TaihuLight используются процессоры китайского производства.
Предыдущие наиболее производительные китайские суперкомпьютеры Тяньхэ-1А и Тяньхэ-2 были построены на процессорах американской компании Intel. Ранее планировалось удвоить производительность Тяньхэ-2, однако в апреле 2015 года США ужесточили экспортный контроль любых поставок в NUDT и суперкомпьютерные центры NSCC-CS, NSCC-GZ, NSCC-TJ, из-за подозрений в использовании американских микропроцессоров, материнских плат и сопроцессоров для проведения исследований в области ядерных взрывных устройств, и запланированное обновление не состоялось.

## Цели
Суперкомпьютер Sunway TaihuLight предназначен для сложных расчётов, требуемых в производстве, медицине, добывающей промышленности, для прогнозирования погодных условий и анализа «больших данных». Он расположен в национальном суперкомпьютерном центре в Уси, провинция Цзянсу.

## Название
Название компьютера в переводе с китайского буквально означает Божественная (магическая) сила света Тайху. Тайху — озеро рядом с Уси, третье по величине пресноводное озеро Китая. В названии присутствует каламбур: Sunway (кит. трад. 神威, пиньинь Shénwēi) звучит схоже с наименованием модели чипов ShenWei (кит. трад. 申威, пиньинь shēn wēi). Последнее означает Сила Шанхая и использует архаичное название для города Шанхая.